# Žádlovice
Žádlovice (německy Schadlowitz) je menší vesnice, součást města Loštic v okrese Šumperk.

## Kulturní památky
V katastru obce jsou evidovány tyto kulturní památky:
- Zámek Žádlovice s areálem – trojkřídlá architektura z let 1679-1705, přestavěná do barokní podoby v roce 1760 a znovu upravena koncem 19. století; k areálu patří dále:
  - dva zahradní domky čp. 17 a 52 — barokní architektury z roku 1760
  - fontána se sochou Diany (socha zničena pádem stromu)
  - zámecký park (22,82 ha) — přírodně krajinářský, významný svou koncepcí
  - ohradní zeď se vstupní bránou
- Kaple svaté Rodiny — centrální barokní kaple ze 2. poloviny 18. století

## Další fotografie

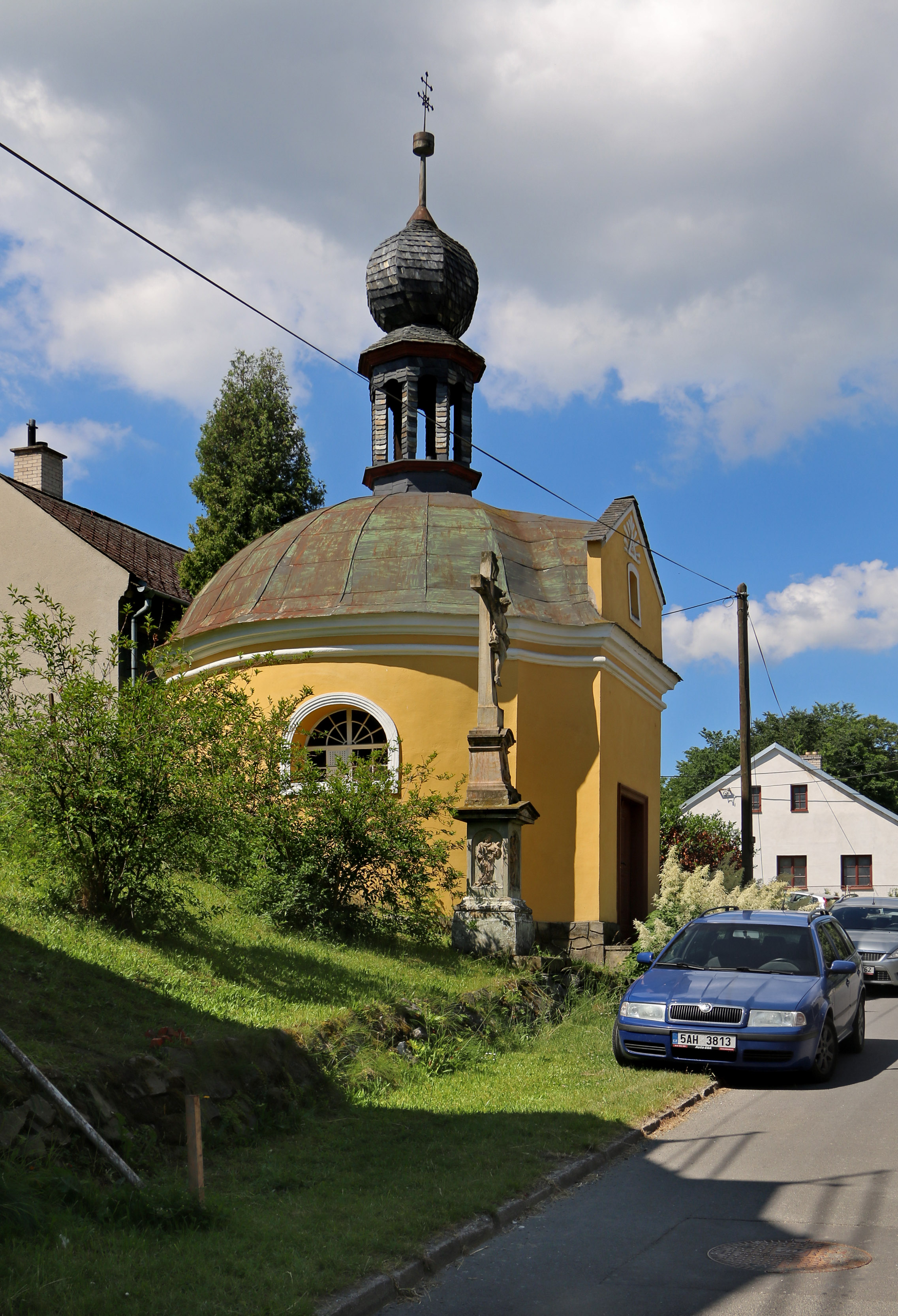
Barokní kaple
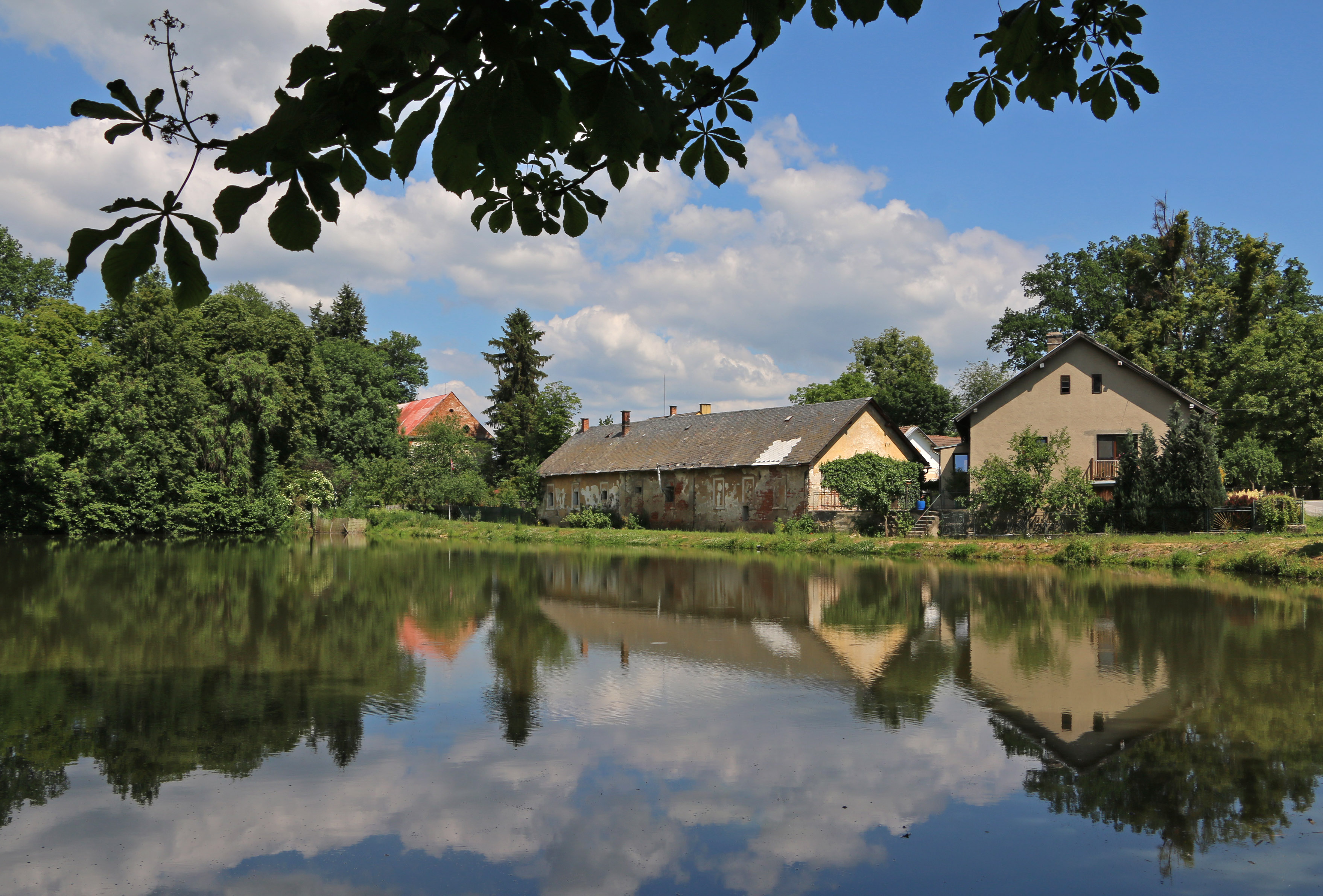
Domky u dolního rybníka
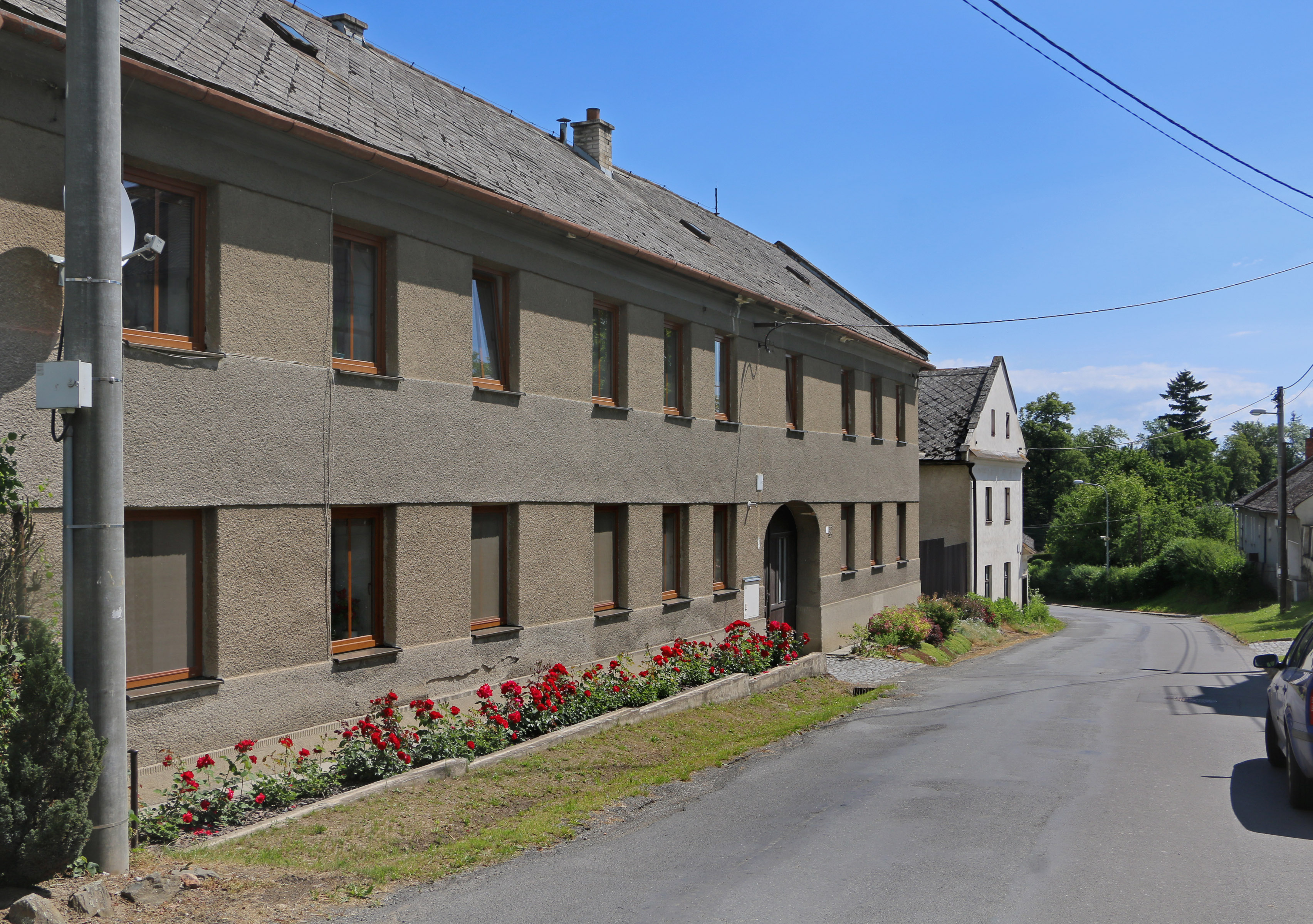
Dům čp. 22